# 铁路局站 (乌鲁木齐市)
铁路局站（維吾爾語：تۆمۈريول ئىدارىسى‎ بېكىتى‎‎，拉丁维文：Tömüryol Idarisi békiti）是乌鲁木齐地铁1号线的地铁车站，位于中国新疆维吾尔自治区乌鲁木齐市新市区北京路与河南路交叉口，于2018年10月25日开通。

## 车站结构

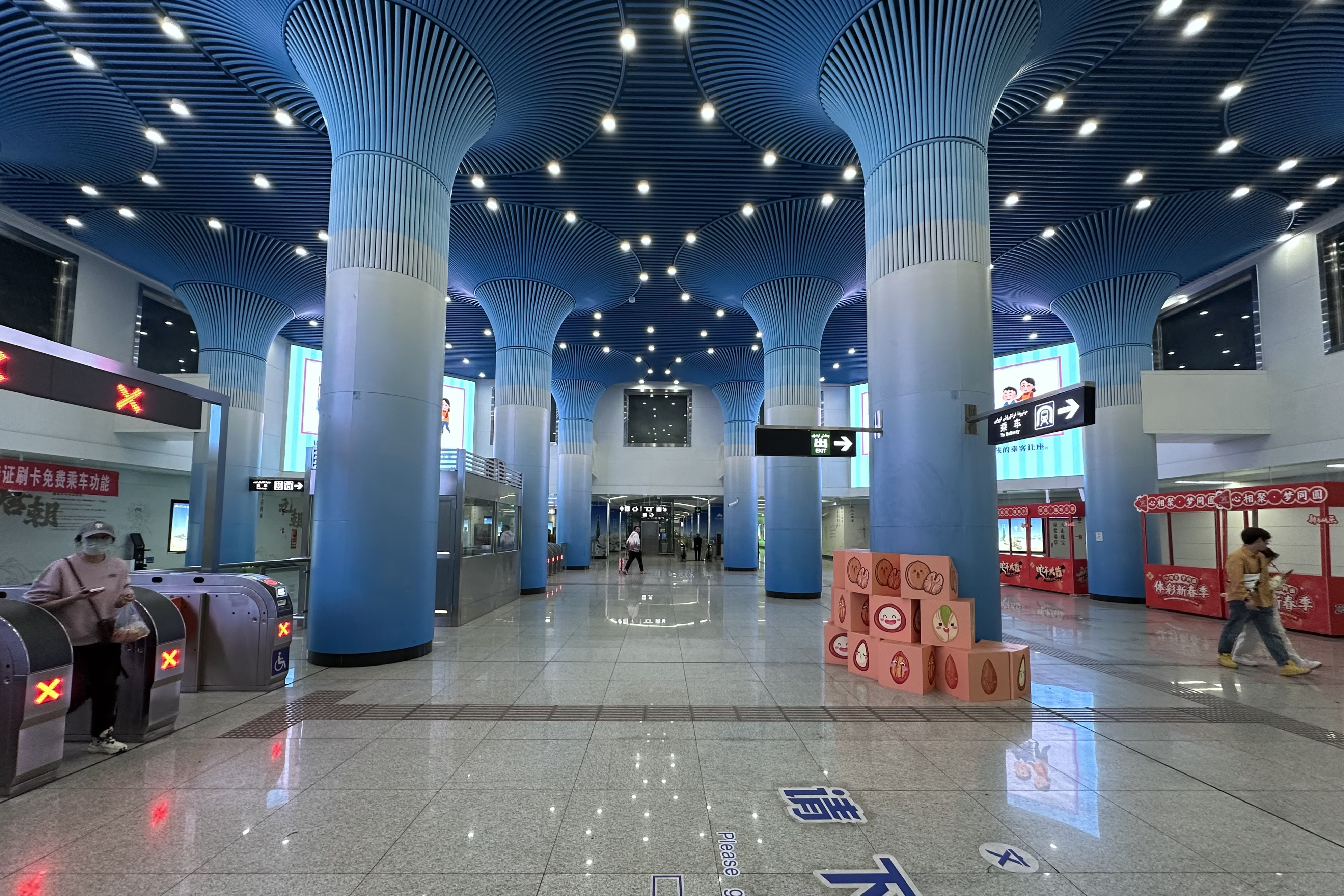
站厅

铁路局站沿北京路南北向设置，为地下三层岛式站台车站，车站长283米，宽23.3米，车站地下一层为物业管理层，采用镂空中庭设计，地下二层为站厅层，地下三层为站台层，站台设置全高站台门。车站北侧设有一条存车线。
| 地面              | 出入口 | A、B、C、D出入口                                                                                              |
| 地下一层          | 设备   | 物业管理层 |
| 地下二层          | 站厅   | 客服中心、自动售票机、验票机                                                                                  |
| 地下三层          | 站台   | \| \| \| █ 1号线往国际机场（体育中心） \| \| 島式 · 開左邊车门 \| \| \| \| \| \| █ 1号线往三屯碑（小西沟） \| |
|                   |        | █ 1号线往国际机场（体育中心）                                                                                 |
| 島式 · 開左邊车门 |        | |
|                   |        | █ 1号线往三屯碑（小西沟）                                                                                     |

## 车站出口
铁路局站共有4个出入口，各出口及周围设施如下所示：
| 编号                | 出入口信息                                            | 照片 | 无障碍设施 |
| ------------------- | ----------------------------------------------------- | ---- | ---------- |
| A · 出口            | 北京中路西侧，中国铁路乌鲁木齐局集团                  |      | 不適用     |
| B · 出口 · （设有） | 北京中路东侧，中国石化集团西北石油局                  |      |            |
| C · 出口            | 北京南路东侧，乌鲁木齐市第一人民医院                  |      | 不適用     |
| D · 出口            | 河南西路南侧，云杉·城市奥莱，新疆医科大学第五附属医院 |      | 不適用     |
| 图例： 设有         |                                                       |      |            |

## 接驳交通

### 公交车
- 铁路局：43路，52路，54路，56路，76路，153路，203路，535路，701路，3406路，D002路，D008路，D013路，D016路，D019路，DK1路，软件园1A路，BRT1路
- 独山子办事处：52路，153路，309路

## 车站历史
- 2018年10月25日，车站随1号线北段通车开通[1]。
- 2020年
  - 2月2日，受新冠疫情影响，车站暂停运营[3]。3月11日，车站恢复运营[4]。
  - 7月16日，受新冠疫情影响，车站暂停运营[5]。9月20日，车站恢复运营[6]。